# علي غيب
علي غيب (بالإنجليزية: Ali Gibb)‏ (17 فبراير 1976 في المملكة المتحدة - ) هو لاعب كرة قدم بريطاني في مركز الوسط. لعب مع ستوكبورت كونتي ونادي بريستول روفيرز ونادي نورثامبتون تاون ونادي هارتلبول يونايتد ونوتس كاونتي ونورويتش سيتي ونيوبورت كونتي ونادي باث سيتي وYate Town F.C. ‏ وAlmondsbury Town A.F.C. ‏.

## وصلات خارجية
- علي غيب على موقع قاعدة بيانات كرة القدم.إي يو (الإنجليزية)
- علي غيب على موقع Soccerbase.com (لاعب) (الإنجليزية)